# Steganografi

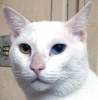
En bild som innehåller det dolda meddelandet "Boss said that we should blow up the bridge at midnight.", vilket blir synligt med ett särskilt verktyg och lösenordet växjö.

Steganografi är konsten och vetenskapen att skriva hemliga meddelanden så att bara den avsedda mottagaren känner till att meddelandet alls finns; detta står i kontrast med kryptografi, där själva meddelandets existens inte är dold, men meddelandets innehåll är dolt.

## Historia
Ordet steganografi har grekiskt ursprung och betyder gömd eller täckt skrift. Dess uråldriga anor kan spåras tillbaka till 400 f.Kr. Herodotos nämner två exempel på steganografi i boken Historia. Demaratos skickade en varning om ett stundande anfall mot Grekland genom att skriva det på en träskiva och sedan täcka skivan med vax. Vaxtavlor användes på den tiden som återanvändbara skrivytor, ibland för stenografi. Ett annat gammalt exempel är berättelsen om Histiaios, som rakade huvudet på sin mest anförtrodde slav och tatuerade ett meddelande på det. Efter att håret växt ut igen var meddelandet dolt. Avsikten var att uppvigla ett uppror mot perserna. På medeltiden skrev Johannes Trithemius boken Steganographia som är en avhandling om kryptografi och steganografi maskerad som en bok om svart magi.

## Användning
I allmänna drag ser ett steganografiskt meddelande ut som någonting annat: en bild, en artikel, en inköpslista, en radannons, gardiner eller prydnadspjäser i ett fönster. En klassisk metod är att gömma meddelandet med osynligt bläck mellan de synliga textraderna i oskyldiga dokument, eller till och med måla på kläder. Under första och andra världskriget användes metoder som till exempel:
- Bokstäver i en tidning ströks under med osynligt bläck eller markerades med små nålhål.
- Osynliga bläckprickar på kokta ägg som trängde igenom skalet, och där bläcket reagerade med äggproteinerna för att bilda synliga bokstäver.
- Morsemeddelanden stickade med olikfärgade garner i en tröja.
- Frimärken som klistrades över det steganografiska meddelandet på ett kuvert.

Fördelen med steganografi över enbart kryptografi är att meddelandena inte drar uppmärksamhet till sig, eller till meddelandets skrivare och mottagare. Ett icke dolt krypterat meddelande, oavsett hur svårforcerat det är, kommer att orsaka misstankar. Meddelandet kan stoppas och i många situationer kan den som använt kryptografi tvingas avslöja nyckeln. Kryptografi är också i sig kriminellt i vissa länder. Samma problem gäller givetvis avslöjad steganografi. En del steganografiska metoder gör det möjligt att kryptera flera meddelanden tillsammans, med olika nycklar, så att den som blir avslöjad kan ge nyckeln för någon oskyldig hemlighet utan att det skall kunna visas att han gömt annan, på riktigt känslig information.

## Datakommunikation
Problemet med steganografi inom datakommunikation är att dataströmmens statistiska egenskaper kan förändras genom de steganografiska meddelandena. Också med goda algoritmer krävs det att den informationsmängd som skall gömmas är väsentligt mindre än den information i vilken den skall gömmas, så att förändringen ligger inom ramen för naturlig variation. Musik-, bild- och filmfiler är stora och innehåller "brus" och är därför lämpliga, men meddelanden måste gömmas så att bruset fortfarande påminner om det naturligt förekommande bruset. Därtill får inte originalfilen finnas tillgänglig för jämförelse.
Steganografi kan användas utan avancerade algoritmer i de fall man kan undvika att någon analyserar den dataström man använder. Till exempel har användande av domännamnssystemet föreslagits för utsmugglande av hemligheter, då denna trafik i allmänhet uppfattas som legitim och sällan vare sig spärras eller övervakas, samtidigt som man kan styra förfrågningar via den officiella servern till en domän man kontrollerar (hemligheten kodas i namnen på underdomäner). Datamängden som skall överföras måste vara liten för att inte väcka misstankar.